# Lucas Zen
Lucas de Lacerda Lima Gonçalves, noto semplicemente come Lucas Zen (Rio de Janeiro, 17 giugno 1991), è un calciatore brasiliano, centrocampista del Maricá.

## Carriera

### Club
Ha giocato 42 partite nella prima divisione brasiliana con il Botafogo, con cui nella stagione 2011 ha anche giocato 3 partite in Coppa Sudamericana.

### Nazionale
Ha giocato nella nazionale brasiliana Under-20.

## Palmarès

### Club

#### Competizioni statali
- Campionato Carioca: 2

Botafogo: 2010, 2013
- Taça Guanabara: 2

Botafogo: 2010, 2013
- Taça Rio: 3

Botafogo: 2010, 2012, 2013